# 桑德巴奇
桑德巴奇（Sandbach）是英國柴郡的一座城市。這裡是福登公司的總部。2011年，桑德巴奇有人口17,976人。